# 성녀와 마녀 (영화)
"성녀와 마녀"(聖女와 魔女)는 1969년에 공개된 대한민국의 영화이다.

## 배역
- 남정임: 오형숙 역
- 고은아: 문화란 역
- 신영균: 안수용 역
- 이순재: 세진 역
- 김청자
- 최남현: 안 박사 역

## 제작진
- 현상: 한국천연색
- 미술: 김유준
- 편집: 김희수
- 음악: 전정근
- 촬영: 유재형
- 조명: 고해진
- 기획: 박찬일
- 원작: 박경리
- 제작사: 동남아영화사
- 제작: 서종호
- 감독·각본: 나한봉